# Narsala
Narsala es una ciudad censal situada en el distrito de Nagpur en el estado de Maharashtra (India). Su población es de 17330 habitantes (2011). Se encuentra a 10 km de Nagpur.

## Demografía
Según el censo de 2011 la población de Narsala era de 17330 habitantes, de los cuales 8854 eran hombres y 8476 eran mujeres. Narsala tiene una tasa media de alfabetización del 90,99%, superior a la media estatal del 82,34%: la alfabetización masculina es del 93,81%, y la alfabetización femenina del 88,03%.